# Нижній Авзян
Нижній Авзя́н (рос. Нижний Авзян, башк. Түбәнге Әүжән) — село у складі Бєлорєцького району Башкортостану, Росія. Входить до складу Кагинської сільської ради.
Село засноване 1753 року при будівництві Авзяно-Петровських заводів.
Населення — 143 особи (2010; 206 в 2002).
Національний склад:
- росіяни — 87%

## Видатні уродженці
- Бєлов Федір Іванович — Герой Радянського Союзу.